# Oguri (Tänzer)
Naoyuki Oguri (* im 20. Jahrhundert), der unter dem Namen Oguri auftritt, ist ein japanischer Tänzer und Choreograph.

## Leben
Oguri kam durch seine Begegnung mit Hijikata Tatsumi, einem der Begründer des Butoh-Tanztheaters, zum Tanz. Ab 1985 war er Schüler von Min Tanaka, trat mit dessen Kompagnie Mai-Juku auf und war verantwortlich für das Lichtdesign von Min Tanakas Choreographien. Als Solotänzer war er in der Avantgardeszene von Tokio aktiv.
1991 zog er nach Los Angeles und schloss sich Roxanne Steinberg im Body Weather Laboratory an. Seither kreiert er Tanz- und Multimediawerke mit großformatigen Bühneninstallationen und dramatischen Lichtinstallationen und Gemeinschaftsprojekte mit Musikern, Malern, Bildhauern und Dichtern. Seit 1998 organisiert er zweimal im Jahr unter dem Titel Flower of the Season eine Reihe von Workshops und Performances, bei der nationale und internationale Tänzer die Möglichkeit erhalten, Werke zu entwickeln und vorzuführen.
2011 gründete er mit Morleigh Steinberg das ARCANE Collective, das mit kompletten Produktionen und Livekonzepten auf Tour geht. Ihre Produktion Cold Dream Colour – Homage to Le Brocquy wurde 2010 in Dublin uraufgeführt, tourte 2012 zum REDCAT Los Angeles, zum Guggenheim und zum Body Vox Ance Center in Portland und wurde mit Preisen von Cultúr Éireann, vom Arts Council of Ireland und dem  American Ireland Fund, dem Center for Cultural Innovation und der Durfee Foundation ausgezeichnet. 
Selbst erhielt Ogure Preise und Förderungen u. a. vom National Endowment for the Arts, dem California Arts Council, der Annenberg Foundation, der New England Foundation for the Arts, der Rockefeller Foundation, der Los Angeles County Arts Commission, dem Department of Cultural Affairs von  Los Angeles, vom Getty Center der James Irvine Foundation und der Puffin Foundation. 2018 wurde er Fellow der Kunststiftung United States Artists.